# Robert Alesch
Robert Alesch (* 6. März 1906 in Aspelt, Luxemburg; † 25. Januar 1949 im Fort de Montrouge, Arcueil) war Priester, Agent der deutschen Abwehr, Doppelagent und Denunziant. Er soll für den Tod von mehr als 100 Menschen verantwortlich gewesen sein.

## Biographie

### Vor dem Zweiten Weltkrieg
Er wurde 1933 nach seinem Theologiestudium in Fribourg (Schweiz) zum Priester geweiht. Er ging in Paris in eine Pfarrei in der Nähe des Gare de l’Est. 1935 wurde er zum Vikar der Pfarrei La Varenne ernannt.

### Zweiter Weltkrieg
1941 schrieb er an die Gestapo und bot sich als Agent an. 1942 unterwanderte er die aus 203 Mitgliedern bestehende Gruppe „Réseau Gloria“, deren bekannteste Mitglieder Samuel Beckett und die Gründerin Gabrielle Martinez-Picabia (Tochter von Francis Picabia und Gabrielle Buffet-Picabia) waren, und verriet diese an die Gestapo. 80 Mitglieder wurden in Konzentrationslager deportiert, wo die meisten starben. Martinez-Picabia konnte nach London fliehen. Alesch wurde in Belgien verhaftet und nach Frankreich überstellt. 1948 wurde er zum Tode verurteilt.
Er hatte verschiedene Tarnnamen:
- Rene de St. Martin
- Rene Lammert
- Rene Martin
- Robert
- Georges
- Franklin

Codename bei der Abwehr
- Agentenname: Axel
- Codenummer: GV7162